# West Wendover
West Wendover is een plaats in Elko County in de Amerikaanse staat Nevada. De plaats ligt tegen de grens met Utah en aan de andere kant van die grens bevindt zich de plaats Wendover. In 2014 telde West Wendover in totaal 4.442 inwoners.

## Geschiedenis
Wendover ontstond in 1906 langs de Western Pacific Railroad. De plaats telde destijds circa 150 inwoners en omvatte onder andere een treinstation, een locomotiefloods en meerdere watertorens.
Tussen de jaren 70 en 90 van de 20e eeuw verviervoudigde het inwoneraantal van West Wendover bijna. Deze bevolkingsgroei was voornamelijk te danken aan de gokindustrie, die nog harder kon groeien door de oliecrisissen in de jaren 70. Door zijn ligging aan de grens met Utah lag West Wendover (evenals Mesquite (Nevada)) namelijk voor veel gokkers dichterbij dan andere plaatsen met casino's. In 1991 werd West Wendover officieel een plaats.
Op 5 november 2002 werd in West Wendover en in Wendover aan de andere kant van de staatsgrens een referendum gehouden over het eventueel samenvoegen van beide plaatsen, waarbij de nieuwe plaats in Nevada zou liggen. Doordat Wendover in Utah ligt, was gokken en prostitutie daar illegaal en waren er strengere drankwetten. Dat verschil zorgde ervoor dat de economie van Wendover niet zo snel groeide als die van West Wendover en dat Wendover minder werd gemoderniseerd. Ook had de lokale overheid van Wendover in tegenstelling tot die van West Wendover schulden. Daarom werden er plannen gemaakt om beide plaatsen te fuseren en om het grondgebied van Wendover aan Nevada toe te voegen. De gemeenteraad van Wendover stemde als eerste in met het voorstel. Hoewel tijdens het referendum de meerderheid stemde voor de fusie, werden de plannen nooit uitgevoerd.

## Voorzieningen
West Wendover beschikt over voorzieningen voor zijn bewoners, waaronder sportgelegenheden, een basisschool, een highschool en een klein ziekenhuis. Dit kleine ziekenhuis, het Wendover Community Health Center, werd in 1999 opgericht en heeft ook Wendover in Utah als voedingsgebied. Het ziekenhuis is in bezit van de non-profitorganisatie Nevada Health Centers en het is het enige ziekenhuis in een radius van ruim 150 kilometer.
Sinds 1996 heeft West Wendover een eigen basisschool en highschool, die respectievelijk West Wendover Elementary en West Wendover Junior/Senior High School heten. De scholen maken deel uit van het Elko County School District. Voor 1996 deelde West Wendover dit onderwijs met de naastgelegen plaats Wendover in Utah. De basisschool bevond zich destijds in Wendover en de highschool in West Wendover.
De sportgelegenheden in West Wendover omvatten een klein sportpark, faciliteiten voor paardensport en een golfbaan met 18 holes, genaamd Toana Vista Golf Course. Het sportpark, dat LaCombe Triune wordt genoemd, bestaat uit een openbaar zwembad en multifunctionele velden voor sporten als honkbal en voetbal.

## Geografie

Locatie van West Wendover binnen Elko County

West Wendover ligt in Elko County aan de grens tussen Nevada en Utah. De plaats heeft een oppervlakte van 7,5 km² en ligt ruim 1.350 meter boven zeeniveau.
In West Wendover wordt net als in de aangrenzende staat Utah gebruikgemaakt van Mountain Standard Time (UTC−7) en Mountain Daylight Time (UTC−6) in de zomertijd. Het is de enige plaats in Nevada met deze tijdzone.

## Demografie
Op 1 juli 2014 werd geschat dat West Wendover 4.442 inwoners telde. De schatting ligt iets hoger dan het inwoneraantal van 2010: tijdens de census in dat jaar werden er 4.410 bewoners geteld. In dat laatste waren er ruim 2.300 mannen, wat meer was dan het aantal vrouwen, dat bijna 2.100 bedroeg. West Wendover telde in 2013 in totaal 1.483 adressen, waarvan er 121 leegstonden. Bijna 95% van de huizen was na 1970 gebouwd met de jaren 80 als hoogtepunt. In dat decennium werd ruim een derde van de woningen gebouwd.

## Bestuur
West Wendover heeft een vijfkoppige gemeenteraad en een burgemeester. Daniel Corona is sinds november 2016 de burgemeester. De leden van de gemeenteraad en de burgemeester hebben elk termijnen van vier jaar. Gemeenteraadsverkiezingen worden elke twee jaar in november gehouden. Tijdens die verkiezingen worden of drie leden van de gemeenteraad of twee leden van de gemeenteraad en de burgemeester gekozen. De taken van de lokale overheid zijn verdeeld over zes afdelingen met elk een eigen hoofd. Die afdeling omvatten de in 1991 opgerichte politie en de in 1993 opgerichte brandweer.